# Storia di Berlino
L'autore Carl Sternheim (1878-1942) scrisse: "Tutto quanto è accaduto a Berlino non ha paragoni", forse proprio in queste parole risiede il senso di questa città.
Nel 1650, quando Roma, Parigi, Londra, Madrid, Praga e Mosca erano già delle capitali importanti, Berlino, nonostante fosse capoluogo della Marca di Brandeburgo, era ancora una piccola città di provincia. Persino in Germania non era molto conosciuta, erano molto più importanti città come Norimberga, Augusta, Magonza, Colonia, Amburgo e Lubecca. Nel 1500, Berlin e Cölln, i due nuclei della città, avevano insieme appena 12.000 abitanti; nel 1648, dopo la guerra dei trent'anni, ne erano rimasti 6.000. La sorprendente e rapida ascesa della Prussia che, tra il 1650 e il 1800 divenne una delle grandi potenze politiche e militari dell'Europa, diede invece uno stimolo importante allo sviluppo di Berlino, diventata nel frattempo capitale di questo stato. Ma solo da quando è capitale della Germania unita, cioè dal 1871, Berlino può essere considerata a pieno titolo una delle metropoli più importanti dell'Europa.

## Dalle origini al Medioevo

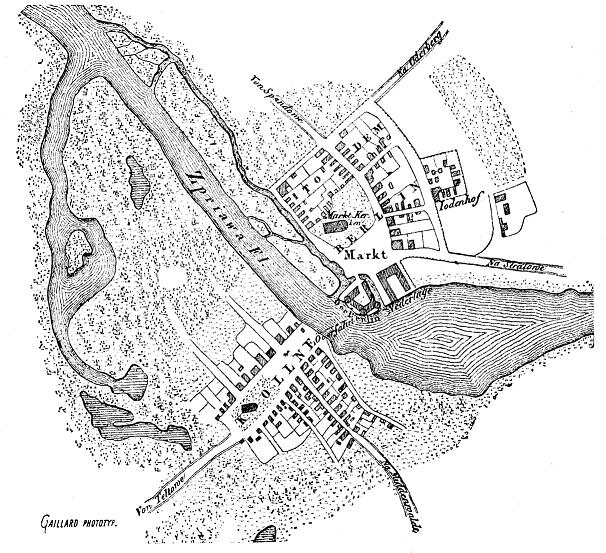
Berlino intorno al 1230

Nel VI secolo il territorio tra la Sprea e l'Havel viene occupato da popolazioni slave che vi fondarono due distinte cittadelle fortificate: Köpenick e Brandeburgo. Le due zone erano divise da una cintura di selve, nella quale si trovava il guado della Sprea. Proprio in quel punto sorgerà la città doppia di Berlino/Cölln.
Nel 928 i sassoni conquistano la regione, mentre nel 948 Ottone I fonda i vescovati di Havelberg e Brandeburgo.
Nel 1134 l'imperatore Lotario II affida l'amministrazione della regione alla casata degli Ascani. Fu Alberto l'Orso a riconquistare la fortezza di Brandeburgo e ad assumere (1157) il titolo di Margravio, cacciando le popolazioni slave. Fu la nascita della Marca di Brandeburgo.
I primi documenti ufficiali attestanti l'esistenza di Berlino e Cölln risalgono al 1237; si ipotizza che le due città fossero state fondate poco prima, nell'ambito dell'opera di germanizzazione e cristianizzazione dell'area. La prima fortificazione in pietra a difesa della città risale al 1250.
Nel 1280 Berlino ottiene, prima città a est del fiume Elba, il permesso di battere moneta; contemporaneamente nasce la prima dieta della Marca di Brandeburgo, dove si riunivano i nobili. Compaiono per la prima volta su uno stemma, assieme al simbolo dell'aquila imperiale, due orsi stilizzati, antesignani dell'attuale orso rampante, simbolo di Berlino.
Il 20 marzo 1307 viene ratificata l'unione tra Berlino e Cölln per scopi difensivi, e l'edificazione di un comune palazzo municipale, sul ponte della Sprea.
Nel 1319 la casata degli Ascani si estinse. I successori, i Wittelsbach, furono contestati dalla nobiltà locale; anche la casata del Lussemburgo tentò di impadronirsi della città. Fu un periodo di guerra, segnato anche dai grandi incendi del 1376 e del 1380.

## Dal Rinascimento al Seicento
Nel 1411 l'imperatore Sigismondo VI assegnò la Marca di Brandeburgo a Federico VI Hohenzollern, burgravio di Norimberga, che sconfisse gli usurpatori ed assunse, nel 1415, il nome di Federico I, margravio del Brandeburgo, e il titolo di elettore (Kurfürst) del Sacro Romano Impero. Con lui iniziò il dominio degli Hohenzollern, che mantennero il potere ininterrottamente fino al XX secolo.
Il successore, Federico II "Dente di Ferro", abolì i diritti della città e sciolse l'amministrazione cittadina. Nel 1443 iniziò la costruzione del castello cittadino come sua residenza. In conseguenza di ciò, i berlinesi si ribellarono nel 1447; la rivolta venne però sedata l'anno dopo; Berlino e Cölln furono nuovamente divise.
Il 2 novembre 1539 nella Nikolaikirche di Spandau - da non confondere con la Nikolaikirche nel centro di Berlino - l'elettore Gioacchino II ufficializza la conversione della città alla riforma protestante.
Nel 1540 compare a Berlino la prima stamperia di libri.
Il 6 gennaio 1541 nel municipio di Cölln viene rappresentata per la prima volta una piece teatrale. lo Spiel von der Geburt des Herrn Jesu ("Pezzo sulla nascita del Signore Gesù), rappresentazione religiosa sulla nascita di Cristo su testo di Heinrich Knaust.
Nel 1571 l'elettore Giovanni Giorgio accoglie in città i profughi calvinisti vittime di persecuzioni religiose nei Paesi Bassi.
Durante la Guerra dei trent'anni (1618-1648), Berlino fu devastata dagli eserciti stranieri. Nel 1631 un terzo della popolazione fu decimato da un'epidemia di peste. L'elettore, Giorgio Guglielmo, fu assolutamente incapace di provvedere alla difesa della città, e fuggì nella più sicura Königsberg.
Il suo successore, Federico Guglielmo "Il grande elettore" (Große Kurfürst), tornò a Berlino nel 1643. Dopo aver concluso la pace, ampliò il castello e incoraggiò lavori pubblici come la lastricatura delle strade. Nel 1662 furono fondate le due nuove città di Friedrichswerder e Neu-Cölln am Wasser. Entrambe furono comprese, assieme a Berlino e Cölln, nella nuova cinta muraria bastionata del 1658-83. Nel 1685, con l'Editto di Potsdam, furono accolti a Berlino stranieri cacciati da Vienna, e circa 6.000 ugonotti cacciati dalla Francia. Per accoglierli, si fondarono le nuove città di Dorotheenstadt (1674) e Friedrichstadt (1688). Berlino iniziò a svilupparsi economicamente e militarmente.

## Il Settecento

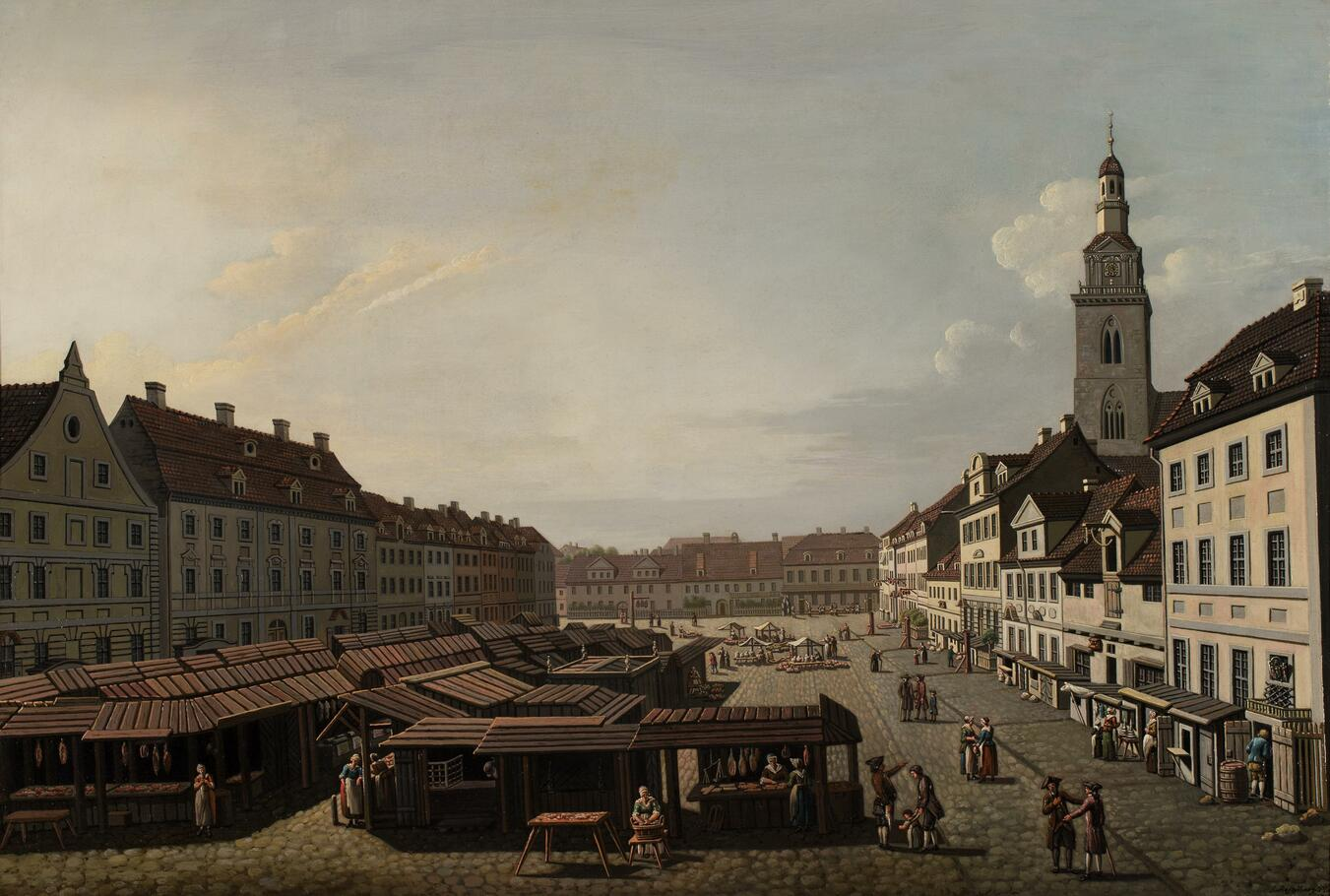
Berlino nel 1785

La forza crescente della Marca di Brandeburgo cominciò ad avere i suoi effetti: dal 1701 l'elettore Federico III (al potere dal 1688 come margravio del Brandeburgo ed elettore del Sacro Romano Impero) assunse il nome di Federico I ed il titolo di "Re in Prussia" (formalmente la Marca di Brandeburgo apparteneva al Sacro Romano Impero).
La consorte, regina Sofia Carlotta, curò lo sviluppo della cultura, fondando nel 1696 l'Accademia delle Arti, nel 1700 l'Accademia delle Scienze, e chiamando a Berlino lo scienziato Gottfried Leibniz. Introdusse a Berlino l'architettura barocca e fece costruire il castello di Charlottenburg. Si aprì l'Unter den Linden e si destinò il Tiergarten a riserva di caccia.
Nel 1709 si ratificò l'unione, questa volta definitiva, delle città di Cölln, Friedrichswerder, Dorotheenstadt e Friedrichstadt a Berlino.
L'assidua presenza militare in città favorì la nascita e lo sviluppo della fabbrica di fucili Splitgerber & Daum, fondata nel 1712. A causa dell'espansione economica della città, le antiche fortificazioni furono smantellate per fare spazio a delle piazze, come il Rondell (oggi Mehringplatz) davanti all'Hallesches Tor, l’Achteck ("ottagono", oggi Leipziger Platz) davanti alla Potsdamer Tor e il Karre ("quadrato", oggi Pariser Platz) davanti alla Porta di Brandeburgo. Così dal 1732 fu costruito un nuovo muro doganale (Akzisemauer) alto sei metri che abbracciava una parte più ampia di area urbana.
Dal 1750 al 1753 visse alla corte di Potsdam, dove il re abitava nel suo palazzo di Sanssouci, l'illuminista e filosofo francese Voltaire. Attorno a questa figura sorsero circoli di scienza e letteratura, nonché la nascita di nuovi periodici. Fu quindi costruita in quest'epoca l'Opera a Unter den Linden, la cattedrale di Sant'Egidio e il palazzo del principe Enrico. Inoltre l'Unter den Linden fu trasformato in un elegante viale e costruito il parco del Tiergarten.
Nel 1786 dopo la morte di Federico il Grande a Berlino vivevano circa 150.000 abitanti. Il viaggiatore Johann Kaspar Riesbeck scrisse in una lettera del 1784: “Berlino è una città straordinariamente bella ed elegante. La si deve considerare una delle più belle città d'Europa. Non ha quella monotonia che la rende alla lunga noiosa la vista della maggior parte delle nuove città, costruite con regolarità. La maniera di costruire, la disposizione, la forma delle piazze, gli alberi in queste ultime e in talune strade, insomma, tutto è vario e piacevole.”

Nel 1791 l'architetto Carl Gotthard Langhans consegna alla cittadinanza l'opera più famosa di Berlino: la porta di Brandeburgo.

## L'Ottocento
Con la sconfitta delle truppe prussiane a Jena, Berlino fu occupata dalle truppe napoleoniche dal 1806 fino al 1808, con l'ingresso delle truppe attraverso la porta di Brandeburgo il 27 ottobre 1806. L'occupazione francese comportò un indebitamento della città. Tuttavia al termine dell'occupazione fu introdotto un ordinamento che concedeva la possibilità di un'amministrazione delle città da parte dei cittadini, seppur ristretto solo ai cittadini benestanti.

Nel 1810 fu aperta la Friedrich-Wilhems-Universität. L'università cominciò ad attrarre grandi studiosi tedeschi quali Johann Gottlieb Fichte, Friedrich Carl von Savigny e persino Georg Wilhelm Friedrich Hegel. Ma nel marzo del 1812 le truppe francesi occuparono nuovamente la città, creando un vasto movimento di resistenza.
Al termine delle guerre napoleoniche si ebbe la restaurazione degli antichi poteri, che non impedirono lo sviluppo di un'intensa industrializzazione. In questo clima di fervore nacque la prima linea ferroviaria di Prussia che collegava Berlino a Potsdam il 29 ottobre 1838. Si ampliò la città con i nuovi quartieri Friedrich-Wilhelm-Stadt (1830) e Luisenstadt (1840).

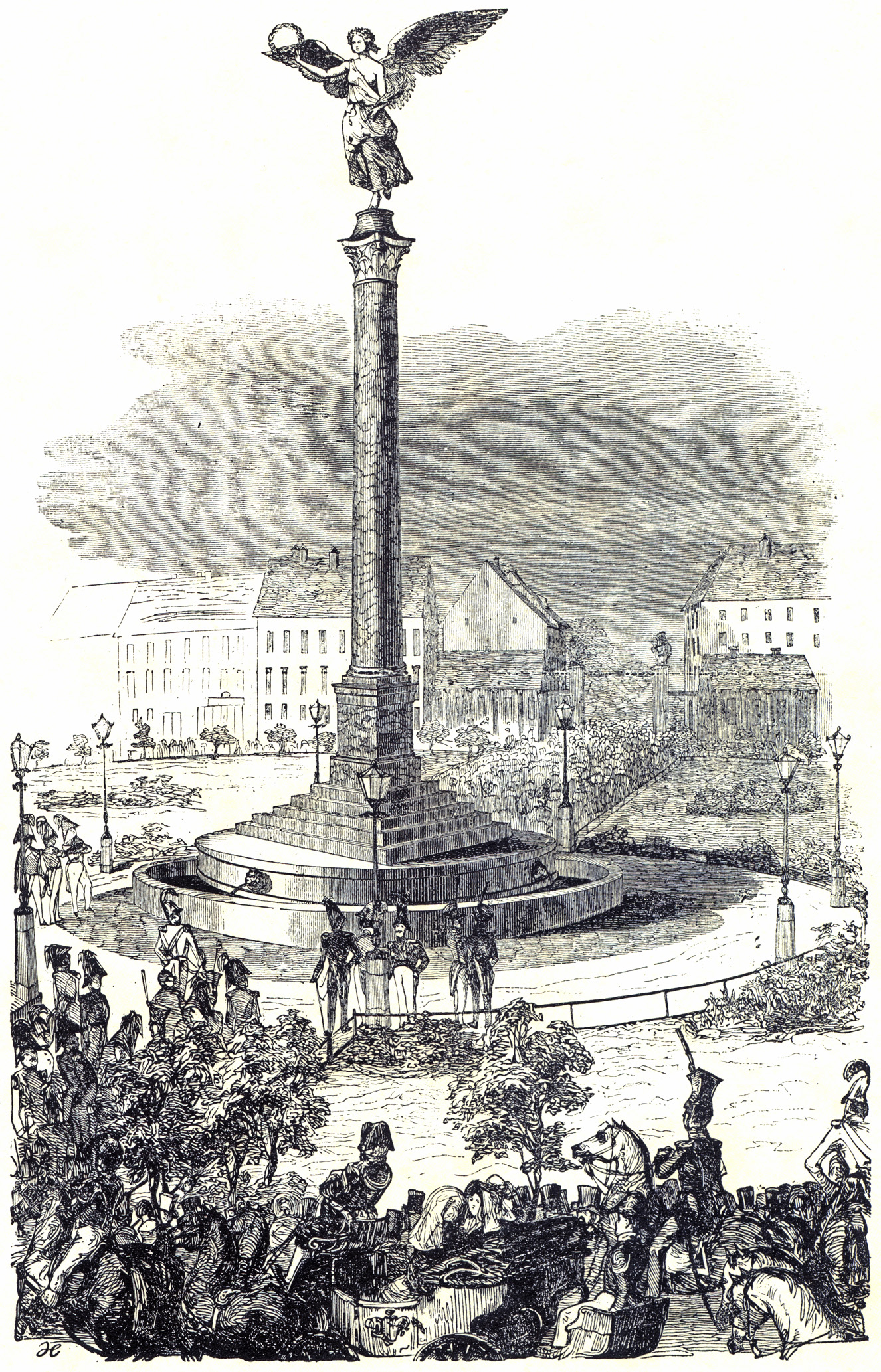
Mehringplatz nel 1843

Negli anni sessanta dell'Ottocento intorno a Potsdamer Platz furono innalzati i primi blocchi di appartamenti, necessari ad una città in completa espansione urbanistica. Basti pensare che la popolazione di Berlino nel 1800 contava 170.000 persone, mentre nel 1849 aveva raggiunto le 412.154: più del doppio. Questo comportò l'aumento dei problemi sociali e dei conflitti che confluirono nelle proteste del 1848, in cui le classi operaie avanzavano importanti rivendicazioni tra cui la libertà di stampa. Con i disordini sorti il re cominciò a fare delle concessioni, fino al raggiungimento di una costituzione che faceva della Prussia una monarchia costituzionale, con la possibilità del voto per classi.
Berlino era comunque una città in continua crescita. Nel 1856 entrò in servizio l'acquedotto della compagnia Berlin Water-works. Lo stampatore Ernst Litfaß (1816-1874) firmò un contratto con il capo della polizia con cui ebbe il permesso di installare in città delle colonne rivestite di manifesti, le cosiddette “Litfaßsäule”, che posero un freno alla diffusione dei manifesti selvaggi.

Fu introdotto anche un ordinamento edilizio con cui sorsero grandi casermoni dotati di cortili, grandi abbastanza per permettere ad una pompa antincendio di manovrare. Così tra il 1857 e il 1871 la popolazione raggiunse gli 800.000 abitanti. In questa espansione lo slogan era “Berlino diventa metropoli”.
Con la nascita dell'Impero germanico, fu realizzata anche l'unità nazionale, per cui il parlamento tedesco fu sistemato provvisoriamente nell'ex sede della Manifattura Reale di Porcellane nella Leipziger Straße, successivamente tra il 1884 e il 1894 fu costruito il Reichstag. Inoltre fu costruita una rete elettrica realizzata dalla Siemens & Halske. Poco dopo fu fondata la società elettrica AEG, determinando nel 1895 un impiego su vasta scala di manodopera berlinese: un cittadino su tre era impiegato nell'industria elettrica.
Nel 1895 la baronessa Spitzemberg ricorda: “Il traffico nelle vie principali come Leipziger Straße o Friedrichstraße è semplicemente assordante. Le vetture a elettricità e i tram formano una corrente ininterrotta, vetture di ogni genere, carretti, a due e a tre ruote, sfilano uno di fianco all'altro, uno dietro l'altro e qualche volta persino sopra l'altro. Il frastuono di questi veicoli, il fischiare delle ruote, fa scoppiare la testa. Gli incroci stradali sono opere d'arte per gli abitanti della città, una croce per i provinciali. La signora von Beulwitz racconta che quasi volevano abbracciarsi dalla gioia quando, dopo aver passato un incrocio del genere, si sono ritrovati sani e salvi sull'isola pedonale!”

Dal 1865 per quasi due decenni furono realizzate linee tranviarie trainate da cavalli. Ma a poco a poco essi furono sostituiti dai tram elettrici a partire dal 1881. Con l'apertura della linea ad anello la “Ringbahn” in traffico divenne sempre più importante, la Ringbahn collegava direttamente diverse stazioni ferroviarie della città.

## Il Novecento

### Le incertezze di inizio secolo
Nel 1902 entrò in funzione la prima linea della metropolitana, da Stralauer Tor alla stazione del giardino zoologico, con una diramazione verso Potsdamer Platz. Berlino divenne la quinta città europea dopo Londra, Budapest, Glasgow e Parigi ad avere una metropolitana sotterranea.
Con l'avvio della prima guerra mondiale, Berlino, seppur non direttamente coinvolta nella guerra, rimase un centro nevralgico per la progettazione e la produzione di armamenti. Certamente i problemi legati all'economia di guerra si sentirono anche nella capitale, con la creazione di mense popolari.
Il 9 novembre 1918 il Re e Imperatore abdica lasciando un vuoto di potere che decreterà una serie di scontri di piazza. Il 5 gennaio 1919 vi furono degli scontri con la polizia ad Alexanderplatz e in altri quartieri, sedati con l'arresto ma anche l'assassinio dei capi della rivolta Karl Liebknecht e Rosa Luxemburg. Ma la situazione non si era ancora del tutto normalizzata, tanto da costringere a spostare la sede dell'Assemblea Costituente in una sede più tranquilla, Weimar.
Nel 1920 furono uniti alla città molti comuni e città circostanti, formando la "Grande Berlino".
Negli anni venti si sviluppa una cultura del consumo e del lieto vivere, molte famiglie acquistano auto, frigoriferi e altri apparecchi domestici, mentre l'elettrificazione delle case cominciava ad estendersi a tutti i quartieri della città. Si diffusero così, radio e cinema. Quest'ultimo divenne un punto di forza della cultura tedesca, dopo la nascita degli studi cinematografici dell'UFA a Berlino. Ma anche teatri e cabaret ebbero un boom. Tuttavia il benessere durò poco, poiché al termine degli anni venti il tasso di disoccupazione tornò a salire vertiginosamente. Nel 1932 in città si contavano 603.000 disoccupati su 4 milioni di abitanti. Queste incertezze economiche favorirono l'ascesa al potere del nazismo.

### Il nazismo
Con l'ascesa di Adolf Hitler al potere gli assetti della città mutano. Cominciarono così le azioni di pulizia dai "nemici dello stato" tramite le azioni delle SS e delle SA. Dopo il rogo del Reichstag nel 1933 dichiarando lo stato d'emergenza furono annullati i diritti politici e civili essenziali, accentrando tutto il potere nelle mani del nuovo dittatore. Così iniziarono gli arresti di massa contro politici di sinistra e simpatizzanti, ricorrendo ad una sistematica violenza che rese il clima della città rovente. Iniziarono i roghi dei libri sulla piazza dell'opera dell'Unter den Linden, nonché le aggressioni contro gli ebrei.
Durante le olimpiadi del 1936, Berlino divenne la vetrina del mondo con la presenza di quasi mille commentatori radiofonici da tutto il mondo, una città che riuscì a nascondere le sue violenze e gli accanimenti per breve periodo. Il 9 novembre 1938 le persecuzioni si intensificarono con la “Notte dei cristalli”, in cui furono distrutti negozi di ebrei e incendiate sinagoghe.
Nel frattempo si intensificarono i progetti, fu costruito l'aeroporto di Tempelhof, e la colonna della vittoria dapprima sita a Konigsplatz, poi trasferita.

### La seconda guerra mondiale

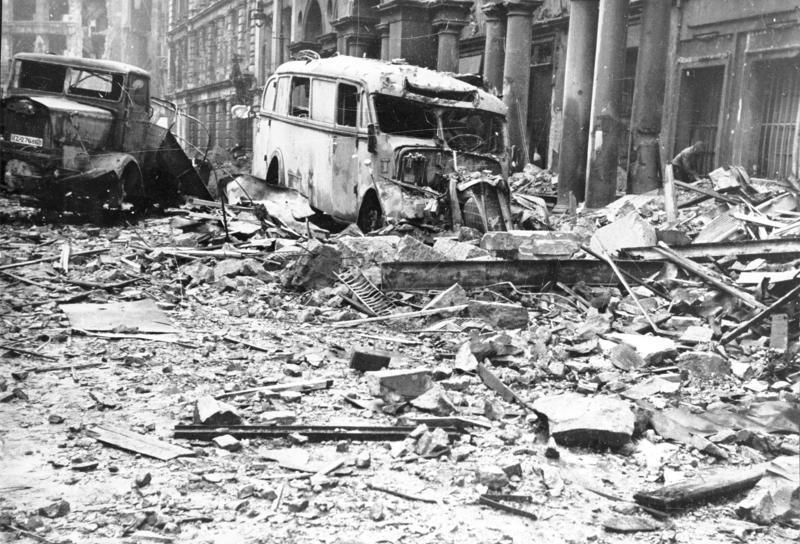
Rovine a Berlino nel 1945

All'avvio del secondo conflitto mondiale per le strade di Berlino non vi fu lo stesso entusiasmo sorto spontaneo nel 1914. Iniziarono le misure di oscuramento notturno, furono introdotte le tessere per gli alimenti, la vita divenne difficile tanto da impiantare coltivazioni di generi alimentari nelle piazze e nei cortili.
Il 25 agosto 1940 vi fu il primo bombardamento di Berlino da parte degli inglesi. Questo attacco determinò la costruzione di torri antiaeree sul territorio urbano. Per quanto sino al settembre del 1940 i bombardamenti furono limitati, le vittime furono 500. A fronte dell'espansione tedesca tra il 1941 e il 1942 gli allarmi aerei diminuirono ulteriormente. Ma dal 1943 il bilancio della “battaglia di Berlino” divenne molto più pesante. Un milione e mezzo di persone rimasero senza casa e 9,5 chilometri quadrati di superficie urbana rasa al suolo. Il bilancio finale della guerra aerea conta attorno alle 50.000 vittime e la distruzione di circa il 70% degli edifici del Mitte.

Nel corso della guerra si intensificarono i crimini contro gli ebrei, costretti a lasciare i loro appartamenti e ghettizzati in quartieri ebraici. Ma dal 18 ottobre 1941 iniziarono le deportazioni ad Auschwitz e negli altri campi di sterminio. Dei 170.000 ebrei berlinesi sopravvissero oltre 100.000 all'estero e solo 6.500 nascosti in città, aiutati da numerosi coraggiosi che rischiavano la propria vita.
Il 1º febbraio 1945 i nazisti dichiararono Berlino “zona di difesa”. Il 16 aprile iniziò una battaglia decisiva per la capitale che vedeva l'avanzamento dell'Armata Rossa sin nelle strade del centro. Il 30 aprile Hitler si tolse la vita nel suo bunker sotto la Cancelleria così nella notte tra l'8 e il 9 maggio 1945 fu firmata la resa incondizionata della Germania: la bandiera sovietica sventolava ormai in cima al Reichstag.

### Il dopoguerra
Fino ai primi di luglio del 1945 l'Unione Sovietica era l'unica potenza ad occupare Berlino a cui seguirono gli inglesi, gli americani e i francesi, ognuno nel proprio settore di controllo.
La città offriva uno spettacolo di distruzione e miseria, decretando la nascita del mercato nero con cui riprendeva la vita quotidiana. Tutte le infrastrutture erano distrutte, il traffico urbano bloccato, non c'era né gas né acqua. Per avviare la ricostruzione fu ricostruita anche la vita politico amministrativa della città con l'insediamento di uomini comunisti nei settori chiave della città.

Dal 17 luglio al 2 agosto 1945 si aprì la conferenza di Potsdam presso il Palazzo Cecilienhof in cui si incontrarono i capi di governo di USA, URSS e Gran Bretagna, per decidere il futuro politico ed economico della Germania. Ma per quanto furono decisi i punti essenziali della democratizzazione e smilitarizzazione del paese, le divergenze divennero inevitabili. Alle elezioni del consiglio comunale del 1947 la vittoria di Ernst Reuter (SPD) a sindaco fu osteggiata dai sovietici. Inoltre le trattative per l'introduzione di una riforma monetaria fallirono, facendo sì che le potenze occidentali introducessero nelle loro zone di appartenenza una nuova moneta, ormai la Germania si avviava alla divisione in blocchi.
Con l'introduzione della riforma monetaria il settore Ovest della città, posto all'interno della zona di influenza sovietica, fu tagliato fuori da qualsiasi collegamento via terra. Così si rese necessario l'avvio di un ponte aereo con cui le potenze occidentali sostennero Berlino Ovest.

A seguito del blocco, i sovietici abbandonarono ogni dialogo decretando la nascita di due consigli comunali. Così nel settore sovietico fu eletto Friedrich Ebert, figlio del presidente della Repubblica di Weimar di un tempo, eletto su seduta straordinaria del parlamento comunale dell'est. Quindi Ernst Reuter poté assumere definitivamente la carica di sindaco di Berlino Ovest.

Il 24 maggio 1949 entrò in vigore la Costituzione della Repubblica Federale tedesca; poco dopo fu fondata la DDR (divisione della Germania).
Nel 1950 Walter Ulbricht del Partito Socialista Unificato di Germania (SED) decise che il grande Castello di Berlino, situato nel centro della città, andava distrutto, in quanto simbolo dell'antico assolutismo prussiano. Il grande palazzo fu raso al suolo tra settembre e dicembre 1950: andarono così irrimediabilmente distrutte preziose opere d'arte.
Berlino Ovest, isolata dal resto del paese visse anni drammatici, con 306.000 disoccupati. Ma grazie al programma di ricostruzione finanziato dagli europei e dal paese stesso, la città crebbe economicamente.
Nella Germania orientale il 17 giugno 1953 i muratori che lavoravano alla costruzione dell'ospedale di Friedrichshain nonché alla Stalinallee si sollevarono chiedendo condizioni di lavoro più dignitose. Questa ribellione trovò il sostegno anche di colleghi che lavoravano all'Opera Unter den Linden. In poche ore la protesta si allargò a tutta la DDR, con slogan come “Via il governo”. L'insurrezione fu sedata dichiarando lo stato di guerra da parte delle truppe d'occupazione sovietiche. L'ordine fu ripristinato con divieti di riunirsi in assemblea, coprifuoco e presenza militare. Le conseguenze furono l'arresto di 13.000 persone, la morte di almeno 51 manifestanti - ma le stime arrivano a 100 - e il ferimento di 400.

### Il muro di Berlino

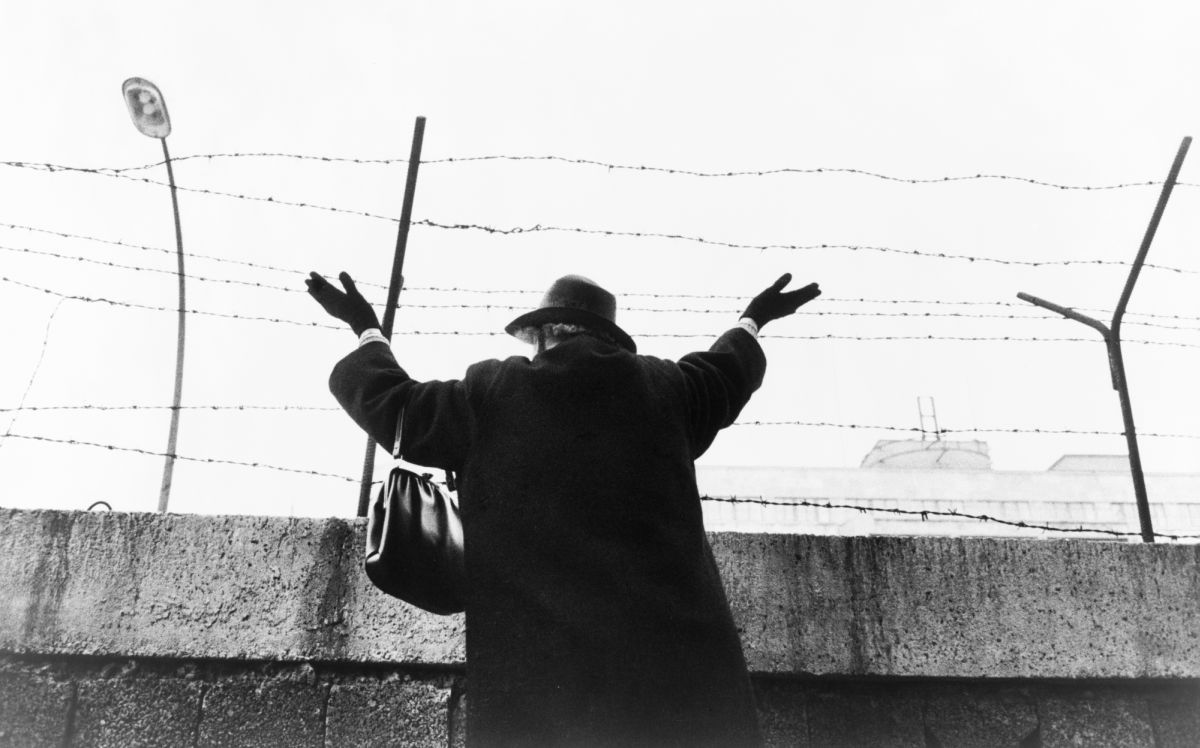
Il muro di Berlino

Nel novembre del 1958 Khruščёv chiese espressamente la smilitarizzazione di Berlino Ovest, quindi il ritiro degli Alleati e la trasformazione della capitale in città libera, integrata nella DDR. In caso di rifiuto, il Cremlino avrebbe conferito al governo la piena sovranità sul suo territorio. Il timore era quello di un nuovo blocco di Berlino Ovest. Nel giugno del 1961 durante una conferenza stampa, Walter Ulbricht rispose alla domanda di un giornalista riguardo al significato di Berlino città libera dicendo: “Capisco la sua domanda in questo modo, che in Germania Ovest c'è gente che si augura che noi mobilitiamo i lavoratori della capitale per erigere un muro… nessuno ha intenzione di erigere un muro!” Invece il 13 agosto 1961 avvenne la chiusura dei confini della città. Il traffico urbano fu interrotto e furono costruite delle barriere per le strade e le piazze lungo i confini di settore. Da una semplice separazione decretata da una linea bianca si passò al filo spinato, poi dopo le difficoltà causate dalle continue fughe fu eretto il muro. Fino al 1972 divenne impossibile qualsiasi sconfinamento, anche a parenti. Poi con l'entrata in vigore dei “regolamenti dei pass”, la situazione migliorò. Tuttavia la presenza del muro non impedì i tentativi di fuga ricorrendo ai mezzi più disparati: nuotando lungo lo Sprea, forzando il confine con auto corazzate, o persino fuggendo con una mongolfiera.

Durante la visita del presidente statunitense John Fitzgerald Kennedy nel 1963, pronunciò un discorso divenuto famoso: “Il muro è la più disgustosa e la più evidente dimostrazione del fallimento del sistema comunista. […] Il muro non è solo uno schiaffo in faccia alla storia. È uno schiaffo in faccia all'umanità. […] Tutti gli uomini liberi, non importa dove vivono, sono cittadini di Berlino, ed è per questo che io, in quanto uomo libero, sono orgoglioso di poter dire: Ich bin ein Berliner (io sono un berlinese)!”
La nascita del muro creò notevoli problemi all'economia della città, con aziende strozzate dalle difficoltà del muro: mancanza di manodopera ma anche di commesse. Per ovviare fu richiamata manodopera dall'estero, con flussi di immigrati turchi, jugoslavi e polacchi. Tuttavia la vita culturale andava avanti: fu inaugurata la Filarmonica e la Staatsbibliothek di Scharoun, la Neue Nationalgalerie di Ludwig Mies van der Rohe. A Berlino est sorse la torre della televisione con i suoi 365 metri, il Palast der Republik.
Negli anni ottanta l'opposizione civile nella DDR si rafforzò, specie per i danni ambientali provocati dalla gestione governativa. Il 18 ottobre 1989 Erich Honecker si dimise a causa del crescente malcontento, il suo successore divenne Egon Krenz. Tuttavia il 4 novembre ad Alexanderplatz si riunirono un milione di persone per protesta, rivendicando a gran voce la libertà di stampa, di riunione e di opinione. Il 9 novembre Günter Schabowski annunciò ad una conferenza stampa che per viaggi privati fuori dalla DDR non era più necessario il visto. Alla domanda del giornalista italiano Riccardo Ehrmann, rispose che il regolamento entrava immediatamente in vigore. Così migliaia di berlinesi si accalcarono ai checkpoint per varcare il confine. Alle 22.30 si sollevarono le sbarre dei check point: il muro era caduto.

### Berlino dopo il muro

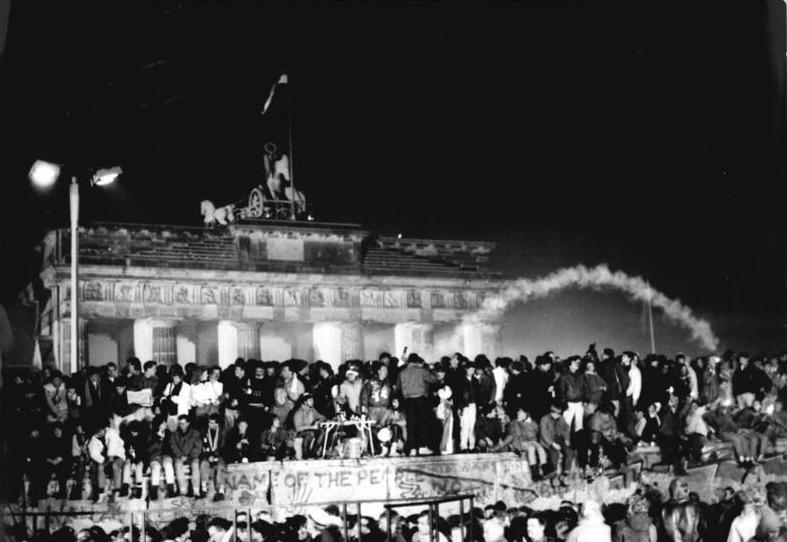
Festeggiamenti sul muro dopo la caduta

Nei giorni e nelle settimane seguenti la caduta del muro, Berlino era una città invasa da visitatori che passavano da una parte e dall'altra. Dappertutto si cominciò a fare buchi nel muro. Il 12 novembre fu aperto a Potsdamer Platz il primo passaggio provvisorio, tanto da permettere ai due sindaci della città di potersi incontrare. Nel 1992 la stazione della metro Potsdamer Platz fu rimessa in funzione e riattivata la linea 2.

Il 2 dicembre 1990 Berlino elesse per la prima volta dopo decenni i suoi rappresentanti al parlamento nazionale e comunale. Tornò presso il Municipio Rosso nel quartiere del Mitte, la sede del sindaco. Inoltre nel 1991 il parlamento nazionale decise di riportare la capitale del paese riunificato a Berlino. Nel settembre 1999 il parlamento tornò nella sede del Reichstag ristrutturato da Norman Foster.

## Oggi
L'ultimo decennio del XX secolo è segnato da immensi cantieri con cui la città voleva mutare volto. Furono costruiti nuovi edifici governativi, ambasciate e sedi di media. Potsdamer Platz rappresenta l'esempio del cambiamento, attraendo gli investimenti di varie società che concessero a importanti architetti la costruzione degli edifici.
Con l'abbattimento del muro numerose aziende dell'est hanno chiuso, poiché non in grado di sostenere i costi della concorrenza. Nel frattempo la città ha attratto nuove aziende, seppur il tasso di disoccupazione si mantenga elevato. La città è divenuta un polo di attrazione per giovani e creativi del mondo nonché per eventi come la Love Parade, il Christopher Street Day e il Carnevale delle culture.